# سد تسیازومپانوری
سد تسیازومپانوری (به لاتین: Tsiazompaniry Dam) یک سد در ماداگاسکار است که در Tsiazompaniry, Analamanga Region واقع شده‌است.